# 蓝威斯顿
蓝威斯顿(英語：Lamb Weston Holdings, Inc.)是一家美国食品公司，专注冷冻薯条和其他馬鈴薯产品，是世界上最大的冷冻薯制品公司。

## 历史
1950年创建，总部位于美国伊格尔 (爱达荷州)。2016年11月由康尼格拉食品分拆出来独立上市。